# Xã Mississippi, Quận Mississippi, Missouri
Xã Mississippi (tiếng Anh: Mississippi Township) là một xã thuộc quận Mississippi, tiểu bang Missouri, Hoa Kỳ. Năm 2010, dân số của xã này là 41 người.